# Chuột chù đầm lầy
Sorex bendirii (còn gọi là chuột chù đầm lầy) là một loài động vật có vú trong họ Chuột chù. Chúng có một bộ lông nâu xậm, thường xuất hiện những nguồn nước dọc theo bờ biển Thái Bình Dương từ nam British Columbia (Canada) tới bắc California (Hoa Kỳ).